# Chevrolet Suburban
Chevrolet Suburban este un SUV de dimensiune mai mare de la Chevrolet . Este cea mai lungă placă automobilă cu utilizare continuă din producție, începând din 1935 pentru anul modelului american din 1935 și a fost în mod tradițional unul dintre cele mai profitabile vehicule ale General Motors.  Carryall Suburban, din prima generație din 1935, a fost una dintre primele vagoane cu caroserie cu metale. 
În plus față de marca Chevrolet, Suburban a fost produs sub marca GMC până când versiunea sa a fost rebranduită Yukon XL și, de asemenea, pe scurt ca Holden. În cea mai mare parte a istoriei sale recente, Suburban a fost o versiune pe bază de vagoane pentru camioneta Chevrolet, incluzând seria de vehicule pe bază de camioane Chevrolet C/K și Silverado . Cadillac oferă o versiune numită Escalade ESV . 
Suburbanul este vândut în Statele Unite (inclusiv teritoriile insulare), Canada, America Centrală, Chile, Mexic, Myanmar, Laos, Angola, Filipine și Orientul Mijlociu (cu excepția Israelului), în timp ce Yukon XL se vinde doar în Nord America (Statele Unite și Canada) și teritoriile Orientului Mijlociu (cu excepția Israelului). Suburban nu este vândut deocamdată în România.

## Galerie foto

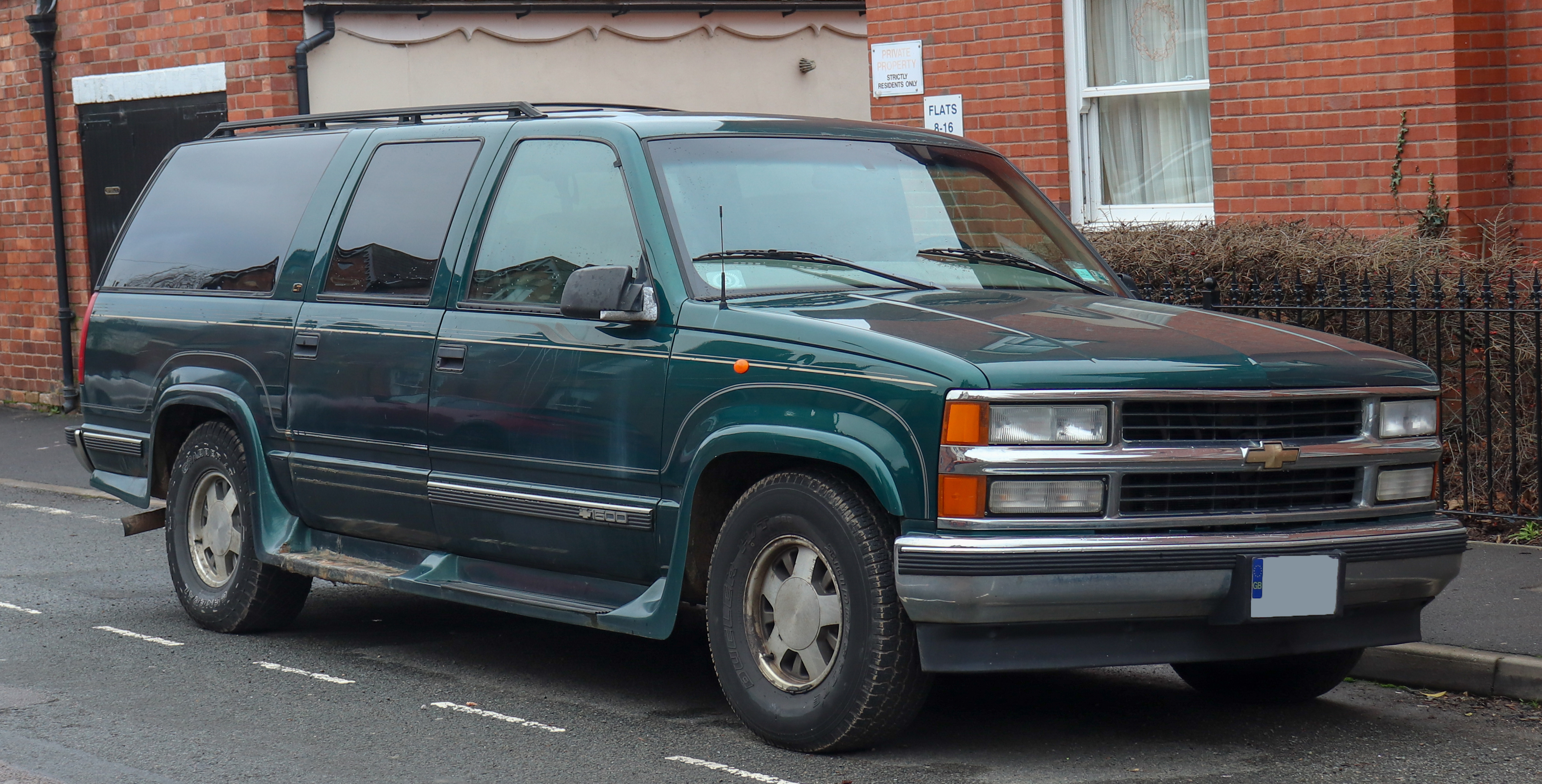
1997 Chevrolet Suburban
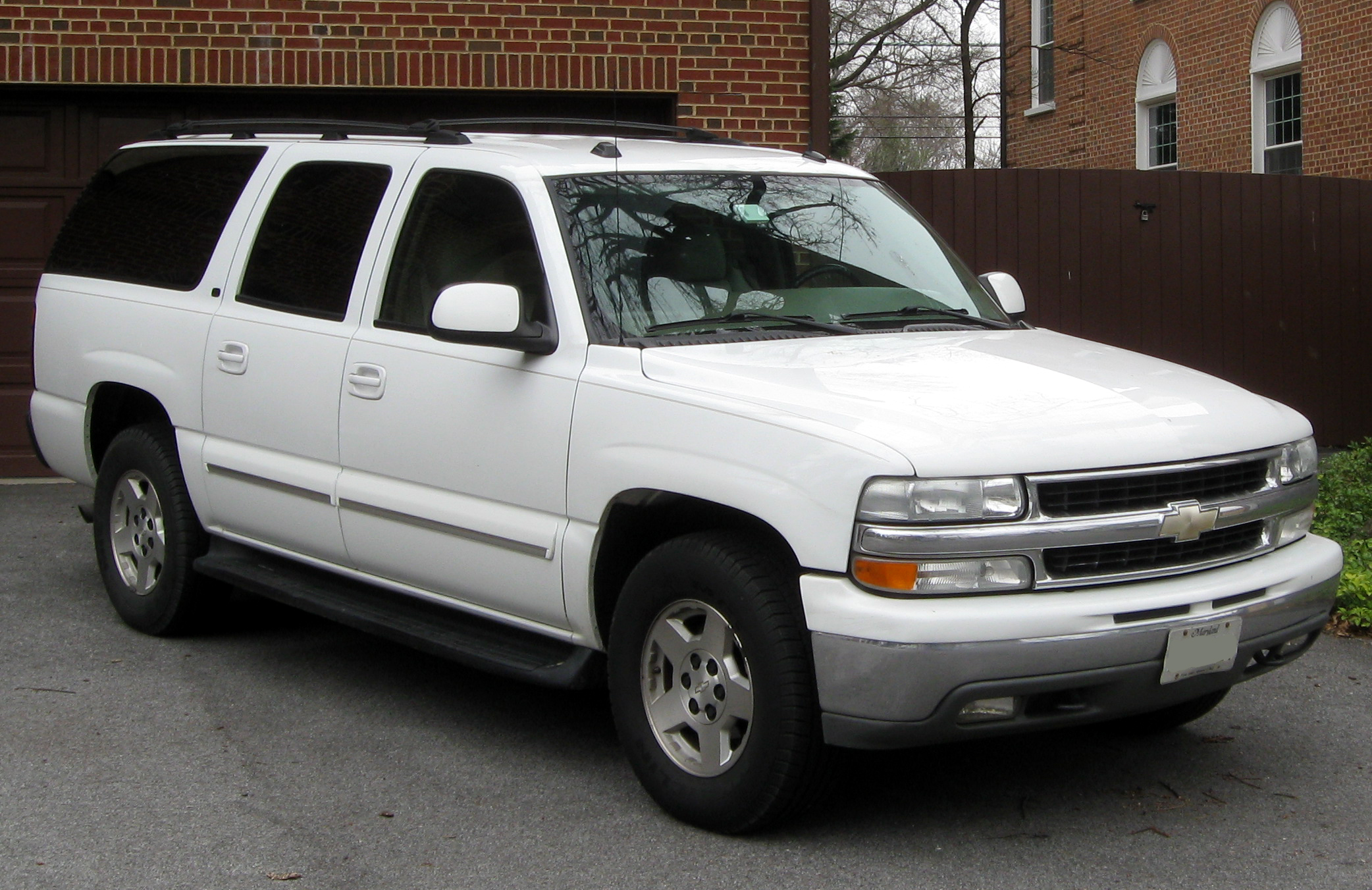
2000 Chevrolet Suburban
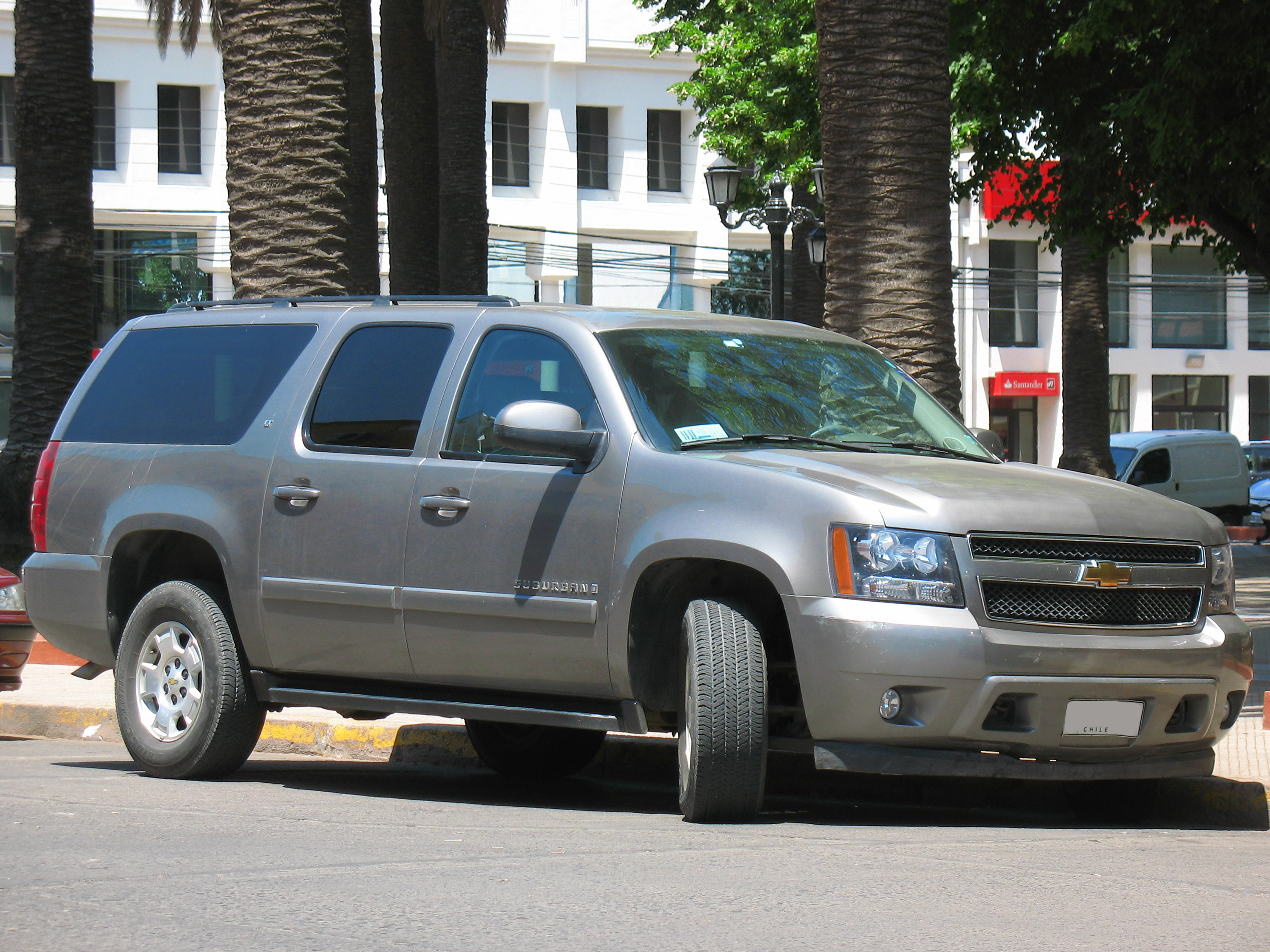
2007 Chevrolet Suburban